# Giovanni Antonio Farina
Pour les articles homonymes, voir Farina.
Giovanni Antonio Farina, né le 11 janvier 1803 à Gambellara et mort le 4 mars 1888 à Vicence en Italie, est un prélat italien et saint de l'Église catholique.
Fondateur des Sœurs de Sainte-Dorothée, Filles des Sacrés-Cœurs. Il a successivement été évêque de Trévise puis de Vicence. Il est canonisé le 23 novembre 2014 par l'Église catholique, sa fête liturgique est placée au 4 mars, jour de sa naissance.

## Biographie
Giovanni Antonio Farina est né à Gambellara, près de Vicence, sous domination autrichienne, le 11 janvier 1803. Il est le deuxième des cinq enfants de Pedro Farina et Francisca Bellame. Dès l'enfance, il a été instruit dans l'étude et la pratique de la religion par un oncle paternel, prêtre réputé pour sa sagesse.
Intelligent et bien versé dans toutes les disciplines, il a été engagé comme professeur de littérature et d'éloquence sacrée au séminaire de Vicence avant même sa consécration sacerdotale, reçue en 1827.
Devenu prêtre, il a souligné encore plus clairement sa sensibilité en tant qu'éducateur dans les engagements pris au service des établissements d'enseignement dans la ville. Fortement impliqué dans son action pastorale, il s'est particulièrement engagé dans l'évangélisation ; à travers l'Institut enseignant des Sœurs de Sainte-Dorothée, Filles des Sacrés-Cœurs, qu'il a fondé en 1836, il a également œuvré à l'élévation culturelle et morale des jeunes filles de la paroisse, souvent abandonnées à elles-mêmes. En particulier, il a maintenu et a innové l'éducation et l'éducation des filles sourdes et aveugles.
Il fut évêque de Trévise de 1850 au 18 juin 1860, puis il a été transféré au siège épiscopal de Vicence. C'est lui qui ordonne prêtre en 1884 le serviteur de Dieu, Antonio Maria Roveggio (1858-1902), futur missionnaire combonien en Égypte et au Soudan.
Il a pris part à la première cession du concile Vatican I, où il a été parmi les partisans de la définition du dogme de l'infaillibilité pontificale. Il est resté évêque de Vicence jusqu'à sa mort le 4 mars 1888.

## Vénération
Le 4 novembre 2001, il a été déclaré bienheureux par le pape Jean-Paul II. Sa canonisation est célébrée le 23 novembre 2014, par le pape François.
Sa mémoire liturgique est placée au 4 mars.